# Mainberg (Schonungen)
Mainberg ist ein Gemeindeteil der Gemeinde Schonungen im unterfränkischen Landkreis Schweinfurt in Bayern. Das Kirchdorf liegt am Main drei Kilometer östlich von Schweinfurt, zu dem eine engere (historische) Verbindung besteht. Mainberg ist ein großlagenfreier Weinort im Fränkischen Weinbaugebiet, Bereich Maindreieck. Der Ort wird vom Schloss Mainberg dominiert, das namensgebend für das Dorf wurde. Im Schloss wurde 1932 der Millionenerbe und Playboy Gunter Sachs geboren.

## Geographie
Mainberg liegt etwa drei Kilometer östlich von Schweinfurt, am Main, der hier die Nahtstelle zwischen Schweinfurter Becken und Schweinfurter Rhön (Hesselbacher Waldland) bildet. Die Mainberger Gemarkung hat Anteil an beiden Naturräumen.
Mainberg wird nur durch die Mainwiesen, die Staatsstraße 2447 und die Bahnstrecke Schweinfurt–Bamberg vom Main getrennt, was in der Vergangenheit schon zu diversen Hochwassern im Ortskern geführt hat. Der alte Ortskern liegt in einem kleinen Tal rechtwinklig zum Main. In neuerer Zeit wurde auch die Hanglage entlang der St 2447 in Richtung Schweinfurt bebaut. Zwischen Schweinfurt, Mainberg und Schonungen zieht sich nördlich des Mains eine steile Hanglage, welche vor allem am Ortsausgang Schweinfurt sowie zum großen Teil östlich von Mainberg zum Weinanbau genutzt wird. Das Ortsbild ist geprägt von einem alten Siedlungskern mit Fachwerkhäusern und dem Schloss.

## Geschichte

### Mittelalter
Mainberg wurde erstmals urkundlich bei einem Geschäftsvorgang mit der Stadt Schweinfurt im Jahr 1245 erwähnt. Die Besiedelung muss aber wesentlich früher erfolgt sein, da mehrere Gruppen von Gräbern aus der Hallstattzeit gefunden worden sind. Über dem Dorf liegt das Schloss Mainberg. Im Jahr 1305 kauften es die Grafen von Henneberg-Schleusingen. Im Bauernkrieg 1525 wurde es teilweise zerstört. 1542 kam Mainberg mit dem gesamten Amt Mainberg im Tausch gegen die Stadt Meiningen vom Grafen Johann I. von Henneberg-Schleusingen an Bischof Konrad III. von Würzburg.

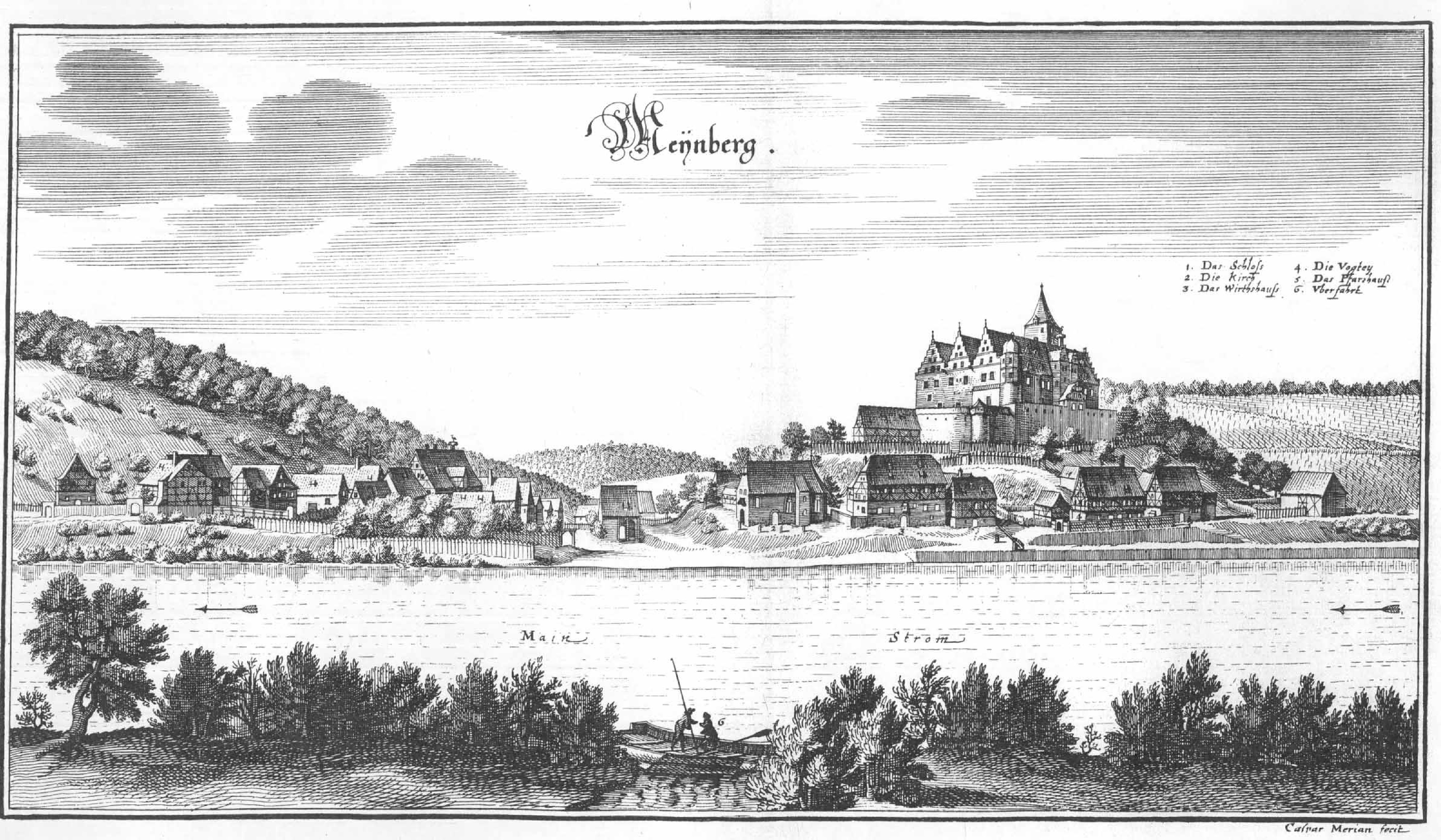
Stich von Matthäus Merian in der Topographia Franconiae (1656)

### Moderne

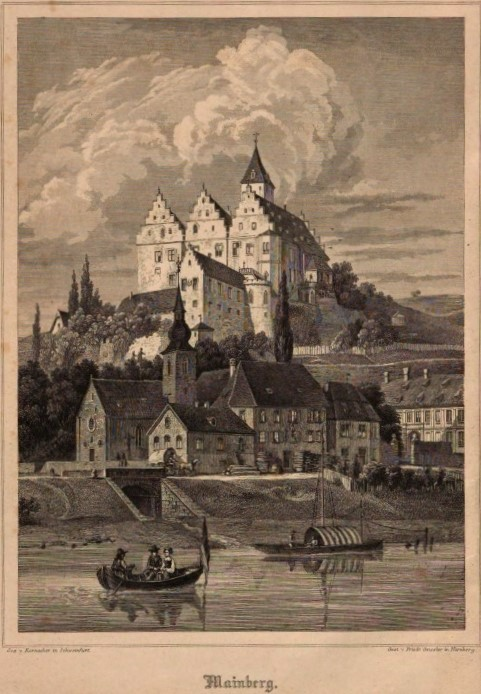
Schloss Mainberg 1854

Wilhelm Sattler, der Erfinder des Schweinfurter Grün, nutzte das Schloss Mainberg als Produktionsstätte. Vor dem Zweiten Weltkrieg residierte die Familie Sachs, bekannt durch das Unternehmen Fichtel & Sachs, im Schloss. Unter anderem wurde Gunter Sachs (1932–2011) hier geboren. Heute dient das Schloss als Ausflugsziel und Veranstaltungsort für Feste und Feiern wie zum Beispiel Hochzeiten.
Am 1. Juli 1975 wurde die bis dahin selbständige Gemeinde in die Nachbargemeinde Schonungen eingegliedert, gegen den mehrheitlichen Willen der Bevölkerung, die sich wegen der historischen, wirtschaftlichen und funktionalen Beziehungen für einen Anschluss an Schweinfurt aussprach.

### Der Bildstock Wendelin

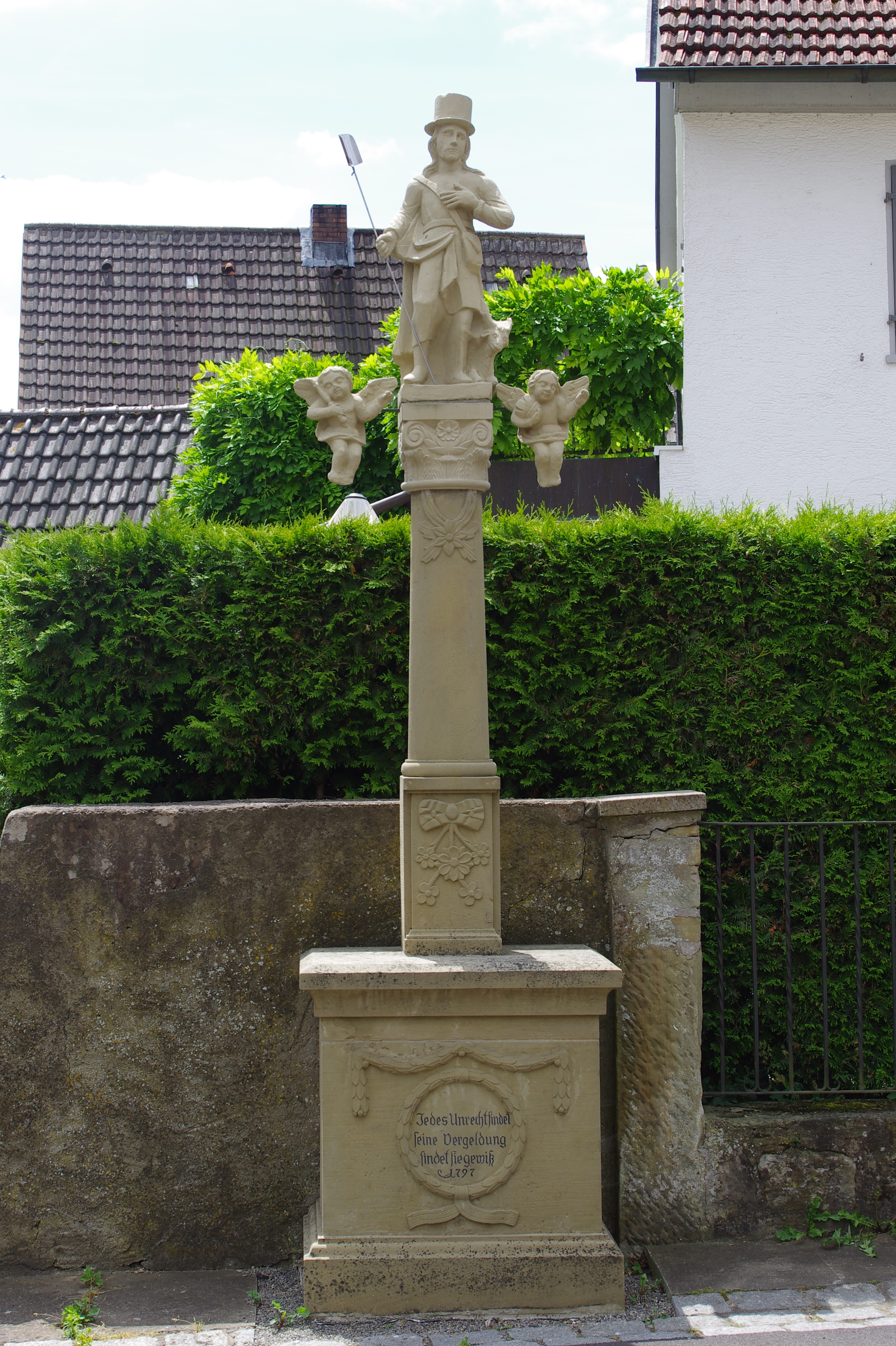
Bildstock Wendelin

Unweit der Kirche, mitten im Dorf, steht auf einer einfachen Säule aus gelbem Sandstein die Figur des heiligen Wendelin mit einem Zylinderhut, rechts und links von je einem Englein flankiert. Hier die zugehörige Geschichte, wie sie sich im Sommer 1706 zugetragen haben soll:
Es war das Jahr, als die Franzosen zum ersten Mal in das Frankenland einmarschiert sind. Ein paar französische Jäger zu Pferd und eine Kompanie Infanterie hatten Schloss Mainberg besetzt, den würzburgischen Vogt verjagt und raubten und plünderten im Dorf nach Herzenslust. Am schlimmsten war aber der Commissionär, ein kleiner, schwarzhaariger Kerl, der hinter jedem Rock her war und den Wein soff wie klares Brunnenwasser. Tagsüber hielt er sich im Gasthaus „Zum Schwarzen Adler“ auf, ließ die Bauern rufen und bestimmte was sie an Brot, Fleisch und dergleichen zu liefern hatten. Die Waren „bezahlte“ er mit wertlosen Schecks, dabei trank er aus einem riesigen Glas, das der Wirt immer gefüllt halten musste. An einem Abend kam ein alter ehrwürdiger Bauer – Caspar Leithäuser – mit seiner jungen Tochter vom Kirchgang aus Schonungen. Als die Soldaten das hübsche Mädchen sahen, schrien und johlten sie nach ihr. Ihr Anführer, der sich kaum noch auf den Beinen halten konnte, torkelte ihnen entgegen. Als er nun nach der jungen Frau greifen wollte, gab ihm der alte Leithäuser eine derartige Ohrfeige, dass er wohl hingefallen wäre, hätten ihn seine Kameraden nicht aufgefangen. Dann ging der Bauer ruhig weiter, ohne den Soldaten noch eines Blickes zu würdigen. Bei den Soldaten war freilich der Teufel los. Sie griffen nach den Gewehren, die sie an die Wand gelehnt hatten. Der Gezüchtigte selbst schäumte vor Wut und schrie mit heiserer, sich überschlagender Stimme: „...bringt das Schwein um!“ Und wirklich einige der Männer legten ihre Flinten an und begannen auf den Bauern zu schießen. Glücklicherweise waren alle so betrunken, dass die Schüsse alle bis auf einen in die Luft gingen. Nur dieser eine traf den Zylinder, den der Alte auf dem Kopf trug. Der Bauer lachte grimmig, nahm den Hut vom Kopf und ging nach Hause. Dort angekommen, schickte er seine beiden Söhne mit den Worten: „...ihr wisst, was ihr zu tun habt“ fort. Die beiden 21- und 23-jährigen Buben antworteten: „...ja Vater, wir wissen es“. In diesen Tagen, als viele Bauern voller Hass gegen die Besatzer waren, war es leicht, schnell eine Schar anderer Männer zu finden, die sich ihnen anschloss. In den Wäldern und Höhen um den Main fanden sie Unterschlupf, bei den Bauern Nahrung und Unterstützung. Doch, noch war es zu früh für den Kampf um Freiheit. So wurde die Freischärlerbande, als sie ein französisches Fuhrwerk überfielen, ergriffen und in Bamberg vor ein Kriegsgericht gestellt und zum Tode durch Erschießen verurteilt.
Caspar Leithäuser hat ihnen zum Gedächtnis das Marterl setzen lassen. Am Fuße des Marterls sind folgende Worte geschrieben:
.

### Alte Schule

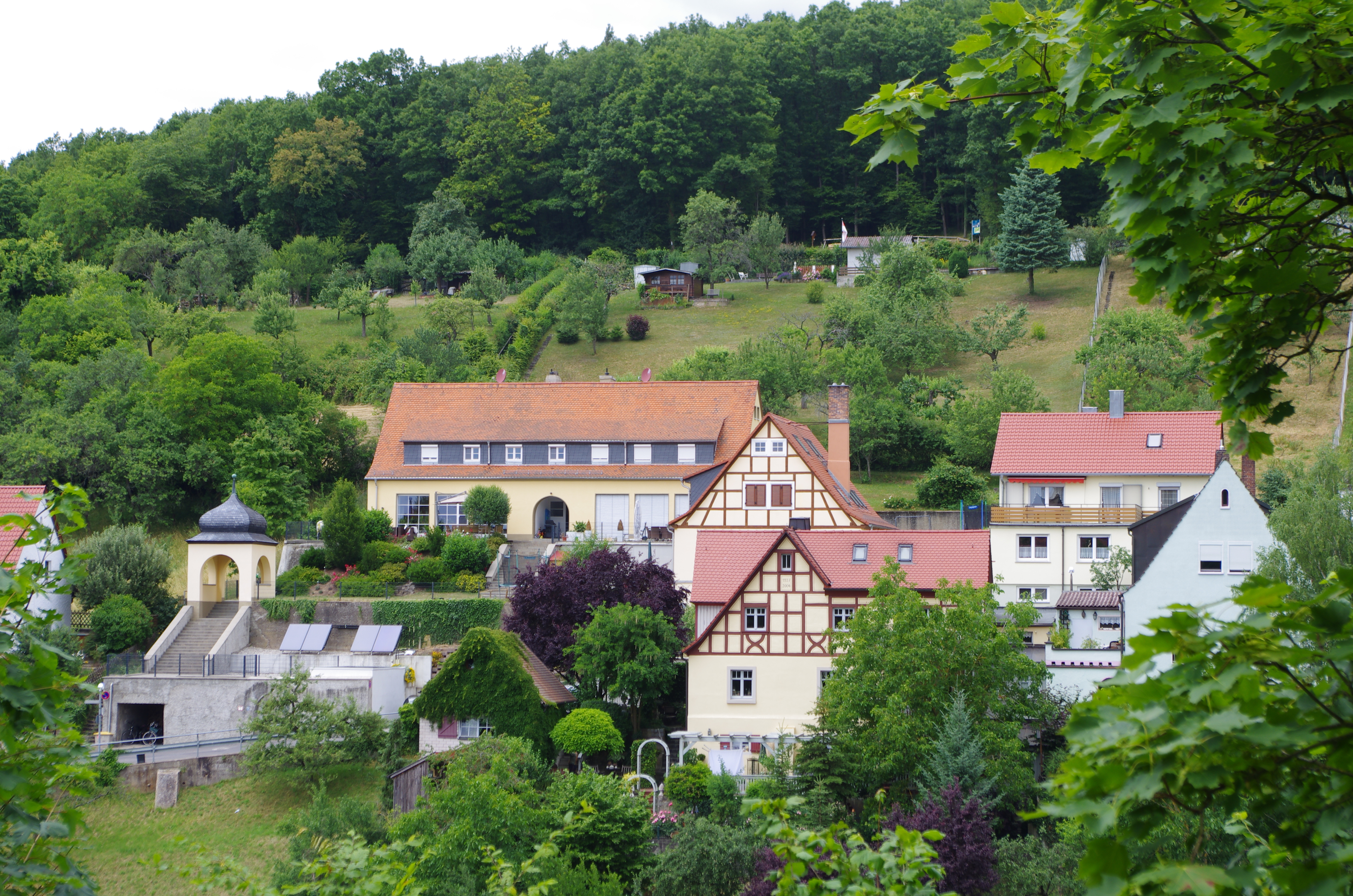
Ensemble der alten Schule

In einem Schreiben an das Königliche Landgericht in Schweinfurt vom 5. August 1833 gaben die „Mit besonderer Verehrung gehorsamst“ unterzeichneten Sattlerschen Eheleute Wilhelm und Catharine ihren Entschluss bekannt, auf dem im Jahre zuvor für 50 Gulden von Paulus Heym erworbenen Bauplatz….
Das Haus an der B 26 beherbergte bis 1928 die Schule und bis 1936 die Gemeindekanzlei. Während des Dritten Reiches war eine Schwesternstation dort untergebracht. Der vordere Kellerraum diente während des Zweiten Weltkriegs als Milchsammelstelle. Von 1960 bis Ende 1977 war dort die Poststelle. Im Dezember 1979 wurde die alte Schule abgerissen. Heute findet man auf dem Grundstück das Bushäuschen.

## Kultur und Sehenswürdigkeiten

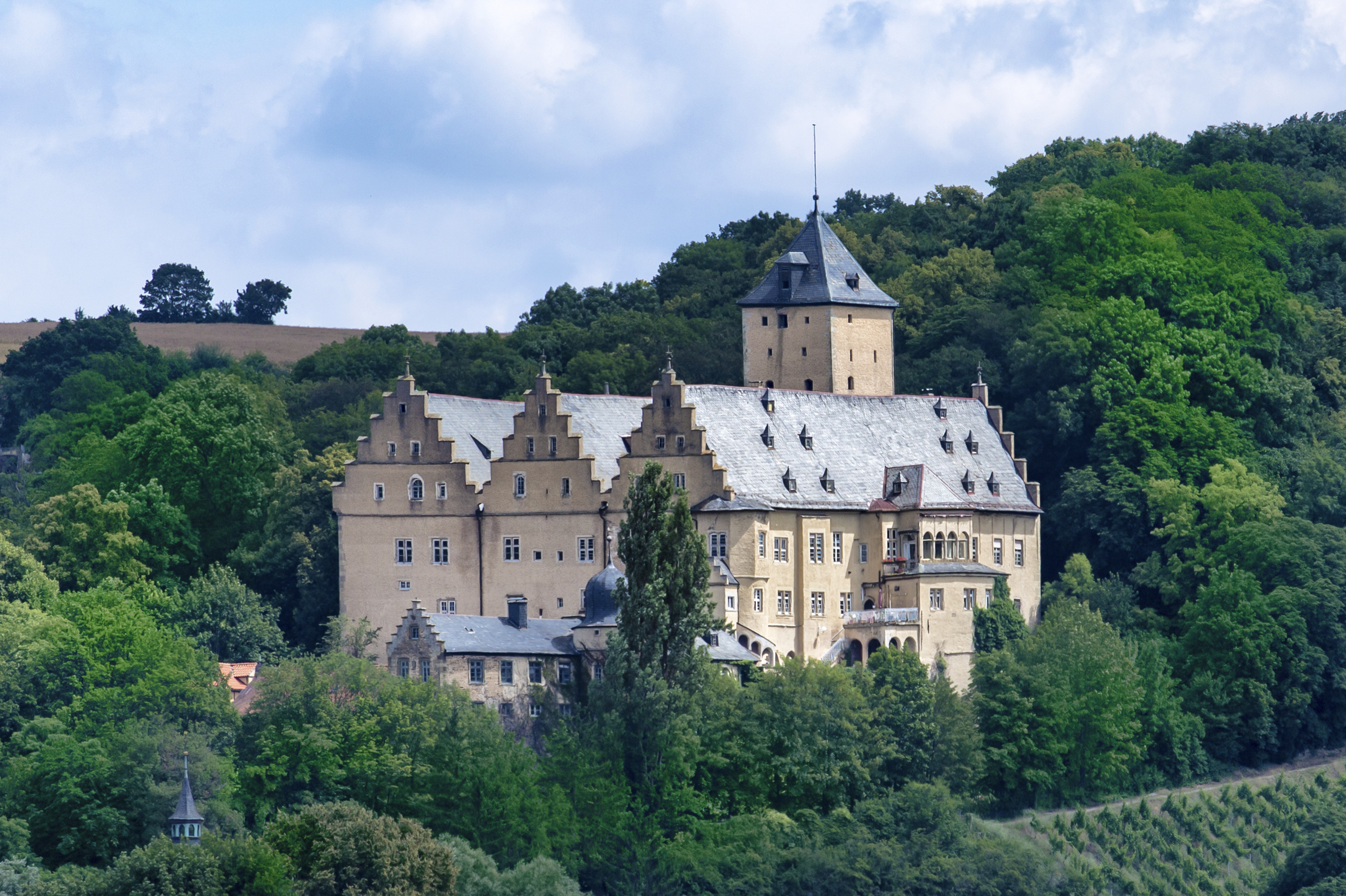
Schloss Mainberg

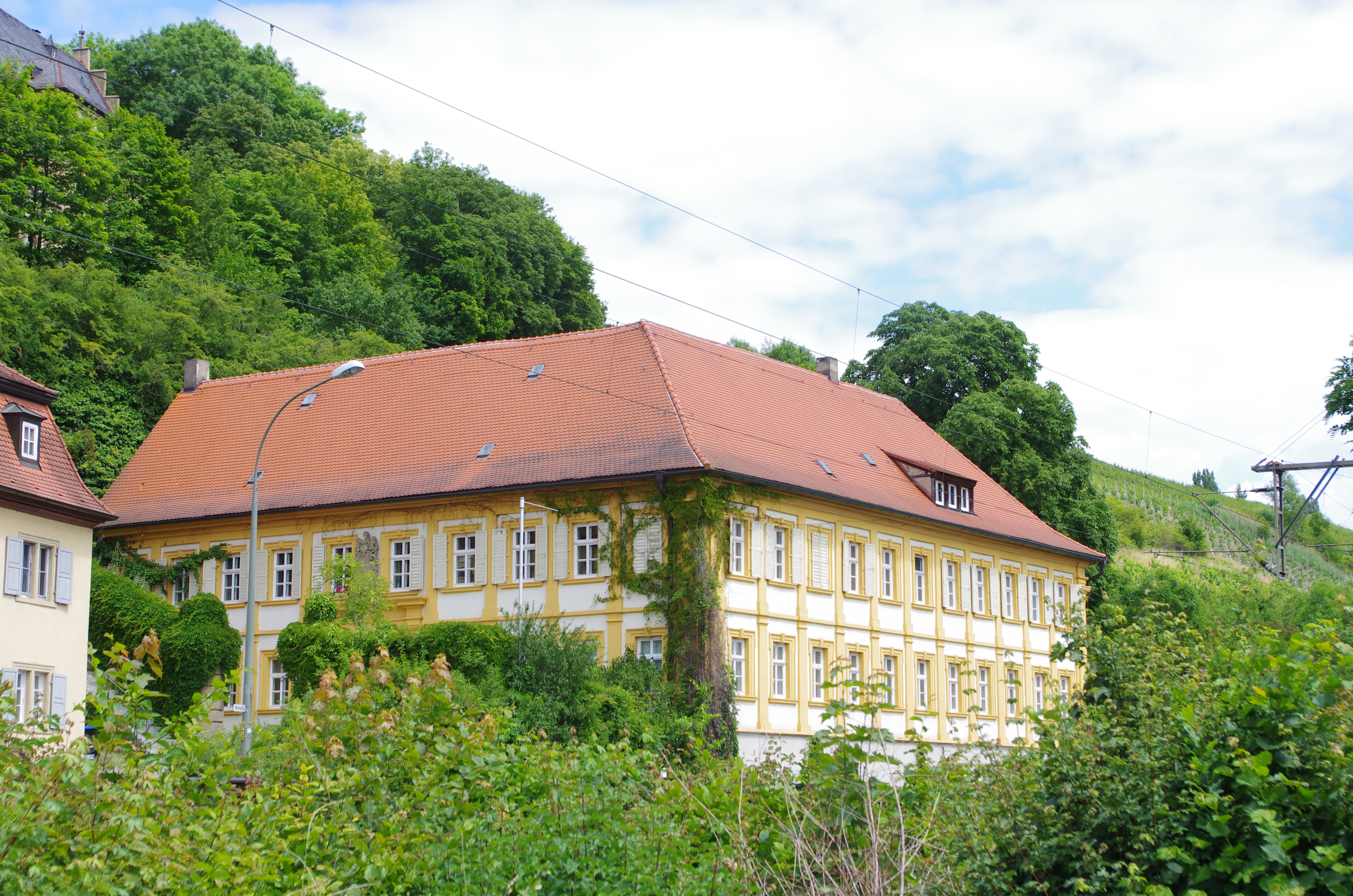
Amtskellerei (Unteres Schloss), unter Fürstbischof Johann Philipp II. von Greiffenclau 1708-10 durch Joseph Greissing erbaut.

### Bauwerke

#### Schloss Mainberg
Schloss Mainberg, welches namensgebend für die Siedlung war, wurde erstmals 1245 urkundlich erwähnt. Es entstand jedoch bereits in den Jahren 900 bis 1000 eine Burg an dieser Stelle, welche in späteren Jahren fortwährend erweitert wurde.
Durch die erhöhte Hanglage ist das Schloss weithin sichtbar. Es liegt neben den Weinbergen der Lage Mainberger Schlossberg.

#### Amtskellerei
Das sogenannte Untere Schloss war einst Amtskellerei und beherbergte später ein Weingut mit Heckenwirtschaft. Der repräsentative Zweiflügelbau wurde im Auftrag des Würzburger Fürstbischofs Johann Philipp II. von Greiffenclau in den Jahren 1708 bis 1710 durch den Hochfürstlich Würzburgischen Stadt- und Landbaumeister Joseph Greissing errichtet (Denkmalliste D-6-78-174-69). Greiffenclaus fürstliches Wappen ist über der prächtig gestalteten Toreinfahrt angebracht und findet sich auch im Zentrum der aufwändigen Stuckdecke des Saals im Obergeschoss wieder.

#### Gasthaus Zum Schwarzen Adler
Schon Anfang des 14. Jahrhunderts wurde das Haus am Fuße des Schlosses Mainberg erbaut. Die Henneberger, des Plünderns und Kriegführens müde, suchten neue Wege, um zu Geld zu kommen. Sie ließen das Gebäude im Frondienst erbauen, um eine Zollstelle errichten zu können. Die einen Meter dicken Mauern sind heute noch zu sehen. Die Bewirtung übertrugen die Schlossherren Getreuen, die sich in hennebergischen Diensten hervorgetan hatten. Aus dem nahen Wald bekam der Inhaber alljährlich sein Brennholz, auch das Braurecht wurde ihm gewährt. Während im Bauernkrieg (1525) das Schloss Mainberg von Schweinfurter Bürgern und Königsberger Bauern teilweise zerstört wurde, blieb die Schankstatt unversehrt. 1532 wurde in alten Aufzeichnungen Heinrich der Wirt genannt. Aus dem Lehensverhältnis ist ein Besitzverhältnis geworden. Jeder neue Besitzer musste vom Amt Mainberg bestätigt und anerkannt werden. 1559 erhielt der Amtsrevierjäger Hans Schäffer die Schankerlaubnis. Der Wirt erhielt das Braurecht. Das Wasser wurde aus einem heute noch existierenden 15 Meter tiefen Brunnen gewonnen. Durch die Jahrhunderte hat das Haus viele Berühmtheiten in seinen Mauern beherbergt. So musste Albrecht Dürer 1520 seinen Freibrief vorzeigen. Sein Tagebuch berichtete: „...da ließ man mich zollfrei fahren“. ... allwo das Wirtshaus größer ist als die Kirch’ – mit diesen Worten beschrieb 1649 der schwedische Offizier Wrangel das Gasthaus Zum Schwarzen Adler. 1813/14 schmiedeten österreichische Soldaten das kunstvolle Wirtshausschild mit dem Doppeladler, das auch heute noch das Haus schmückt.

#### Kirche St. Michael

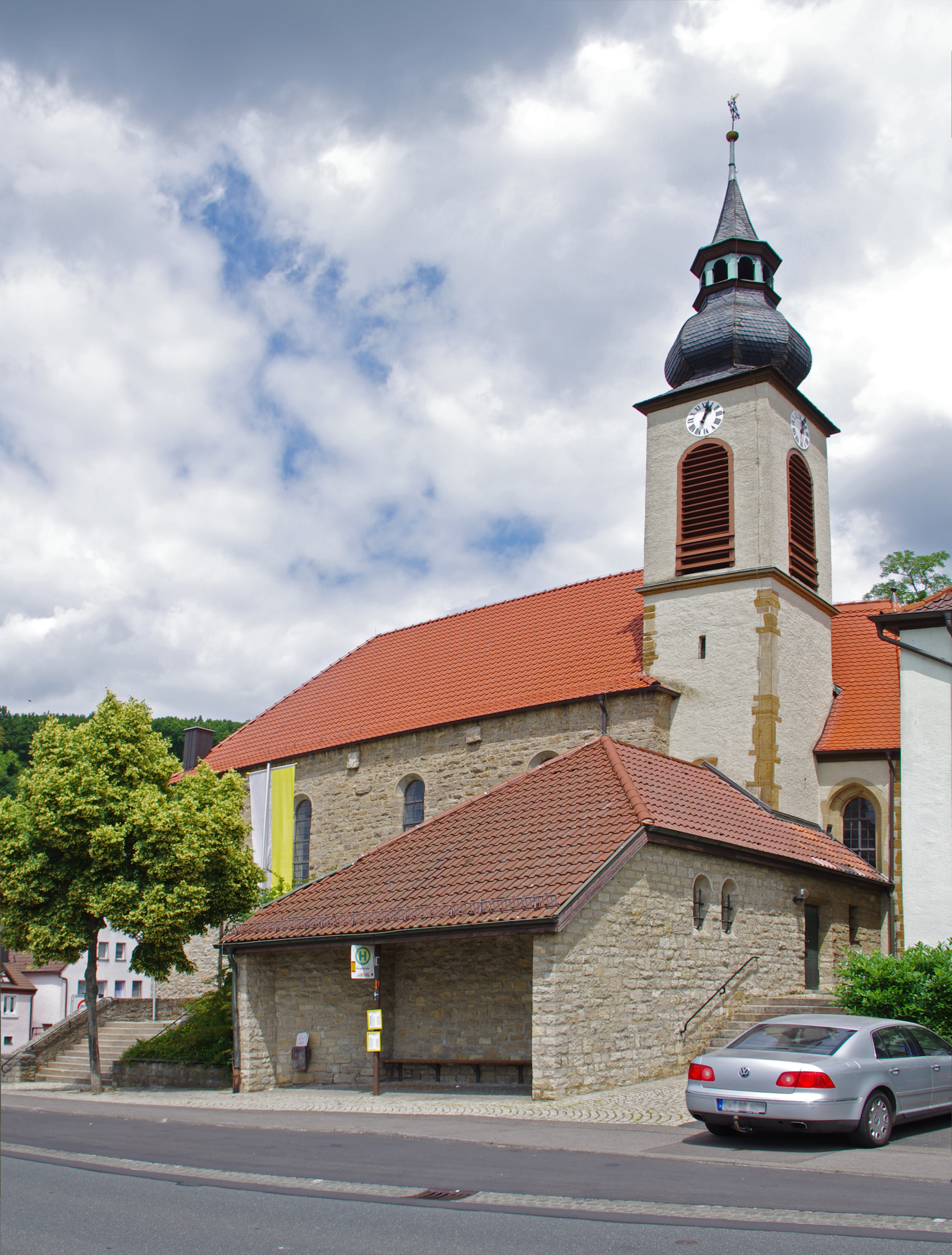
Kirche St. Michael

Die erste Kirche wurde um 1486 erbaut, Baumeister war Anton von Brunn, wahrscheinlich hennebergischer Beamter. Besondere Merkmale sind die spätgotische Kanzel und der 1528 aufgestellte Taufstein, ein Achteckbecken aus grünem Sandstein. 1686 wurde unter Fürstbischof Johann Gottfried von Guttenberg, dessen Wappen sich über dem Westeingang befand, die Kirche nach Westen verlängert. Um 1710 erfolgte die Aufstellung des Hochaltars, 1720 wurden die Seitenaltäre hinzugefügt. Am 5. August 1931 begann der Abbruch der alten Kirche.
Nach heftigen, kontroversen Diskussionen, die um den künftigen Standort des neuen Kirchengebäudes geführt wurden (eine Partei wollte die Kirche in den Hintergrund des Wiesentals drängen), wurde der Neubau in Angriff genommen. Die Bedingung war nun, den Kirchenchor sowie den Turm zu erhalten. Über die Höhe des neuen Kirchenschiffs einigte man sich dahingehend, First und Dachtraufe in Höhe des danebenliegenden Gasthauses Zum Schwarzen Adler zu führen. Um trotzdem eine größere Raumhöhe zu erreichen, wurde der Boden um 60 cm abgetragen. Bei den Abbrucharbeiten legte man etliche alte Grablegen frei. Zwei Haupteingänge wurden geschaffen und der Schlossberg wurde mit einer Mauer abgestützt. Gleichzeitig wurde ein Weg angelegt, der um die ganze Kirche führt. Der Sachsbrunnen wurde links an der großen Treppe des Südeinganges angelegt, rechts vom Südeingang das Guttenbergerer Wappen eingelassen. Die großflächige Westfront schmückt die ca. 2,80 Meter hohe Statue des Guten Hirten (aus Muschelkalk von Heinrich Söller). Als Baustoff wurde vom Architekten Peter Krammer Mainberger Muschelkalk verwendet. In dem 18 Meter langen, 10,5 Meter breiten und 8,5 Meter hohen Schiff finden ca. 400 Personen Platz. Der Grundriss der Bänke ergibt die Form eines Kreuzes.
Eingeweiht wurde die neue Kirche am 17. Juli 1932 durch den Bischof von Würzburg Matthias Ehrenfried. Finanziert wurde der Bau durch die Kirchengemeinde und die Familien Sachs und von Opel, die im Schloss residierten beziehungsweise Mainberg durch Heirat verbunden waren.

### Regelmäßige Veranstaltungen
Am zweiten Wochenende im Juli findet traditionell die Mainberger Kirchweih statt, am letzten Juliwochenende das Mainberger Weinfest.

## Wirtschaft und Infrastruktur
Mainberg ist ein Vorort von Schweinfurt, wo die überwiegende Zahl der Einwohner arbeitet. Das Dorf verfügt über ein Gasthaus, das katholische Pfarrheim und die Kindertagesstätte St. Michael. Der letzte verbliebene landwirtschaftliche Betrieb siedelte 2008 vom Dorfkern an den Ortsrand Richtung Kaltenhof um.

### Verkehr

#### Öffentlicher Verkehr

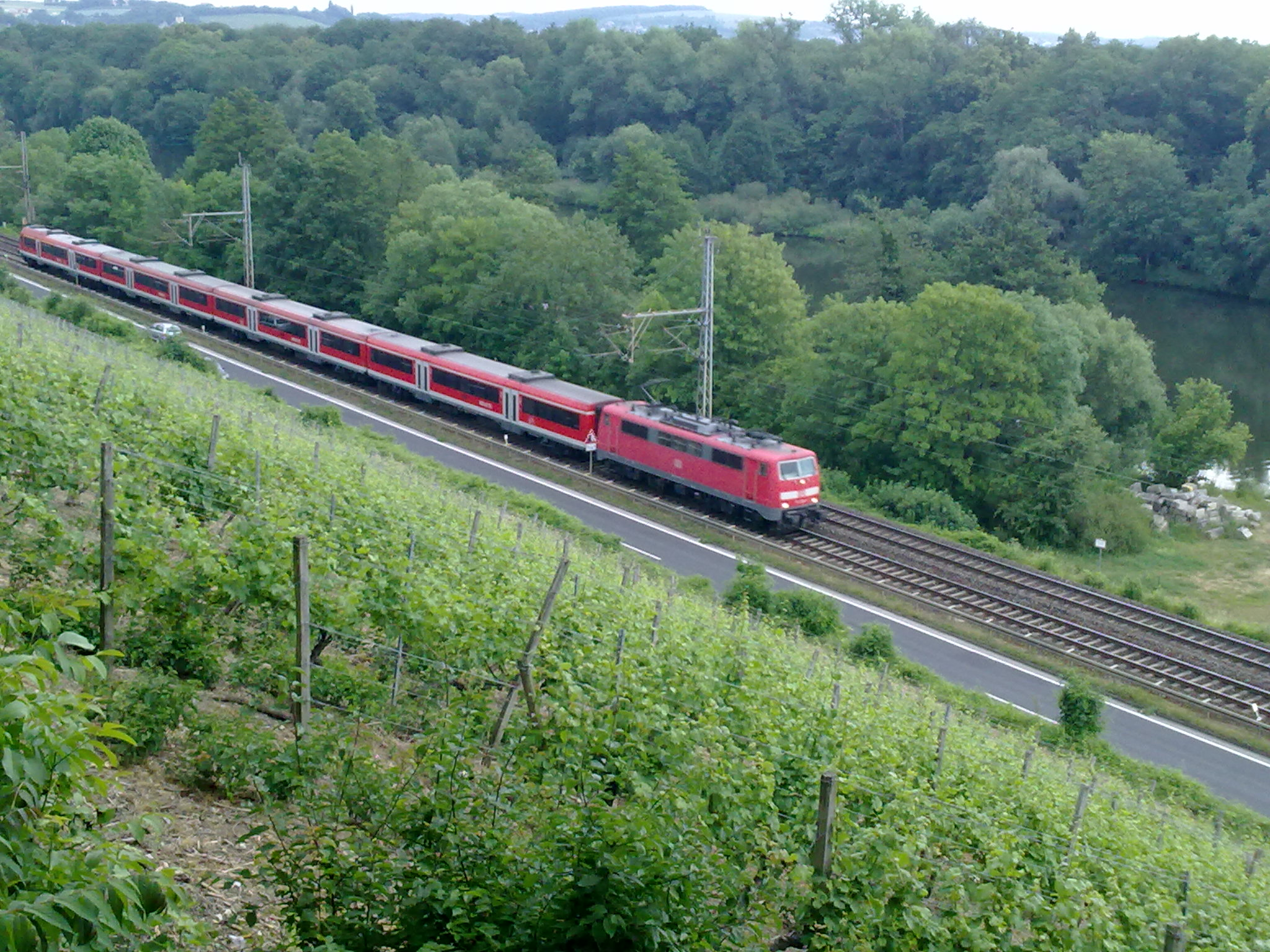
Maintal mit der Bahnstrecke Bamberg–(Schweinfurt)−Rottendorf und Staatsstraße zwischen Schweinfurt (rechts) und Mainberg (links)

- Bahnstrecke Bahnstrecke Bamberg–(Schweinfurt)−Rottendorf, mit den RB-Halten Bahnhof Schweinfurt Stadt (Westen) und Schonungen (Osten)
- OVF Regionalbuslinien 8130 und 8156
- Stadtbus der Schweinfurter Stadtwerke Linien 71, 72 und 79

#### Straßenverkehr
- Der Ort wird am Main von der Staatsstraße 2447 (Schweinfurt–Eltmann) tangiert.
- Mainberg ist über die Bundesautobahn 70 Schweinfurt–Bamberg (Maintalautobahn) aus Richtung Westen via AS 8 Gochsheim und aus Osten via AS 9 Schonungen erreichbar.

#### Weiteres
- Main-Radweg entlang des Leinritts
- Fußwege von Schweinfurt (3 km) via Leinritt oder Obere Mainleite
- Schiffsanlegestelle

### Bildung
- Kindergarten St. Michael, erbaut 1961, komplett renoviert 2003.

### Vereine
- Sängerkranz Mainberg e. V.
- Levi e. V.
- Schlossgeister Mainberg
- Blaskapelle Mainberg
- DJK Schonungen/Mainberg e. V.
- Freiwillige Feuerwehr Mainberg

## Lyrik
Friedrich Rückert (1788–1866, geboren in Schweinfurt) schrieb ein Gedicht über Mainberg:
Und die Sonne selbst noch winket,

Dir im Scheiden einen Gruß,

Mainberg dessen Zinne blinket

Golden über’n Silberfluss.

Wenn nicht diese Berge wären,

Wäre nicht der Fluss so schön;

Und nur weil sie sich verklären

In dem Fluss sind schön die Höh’n.

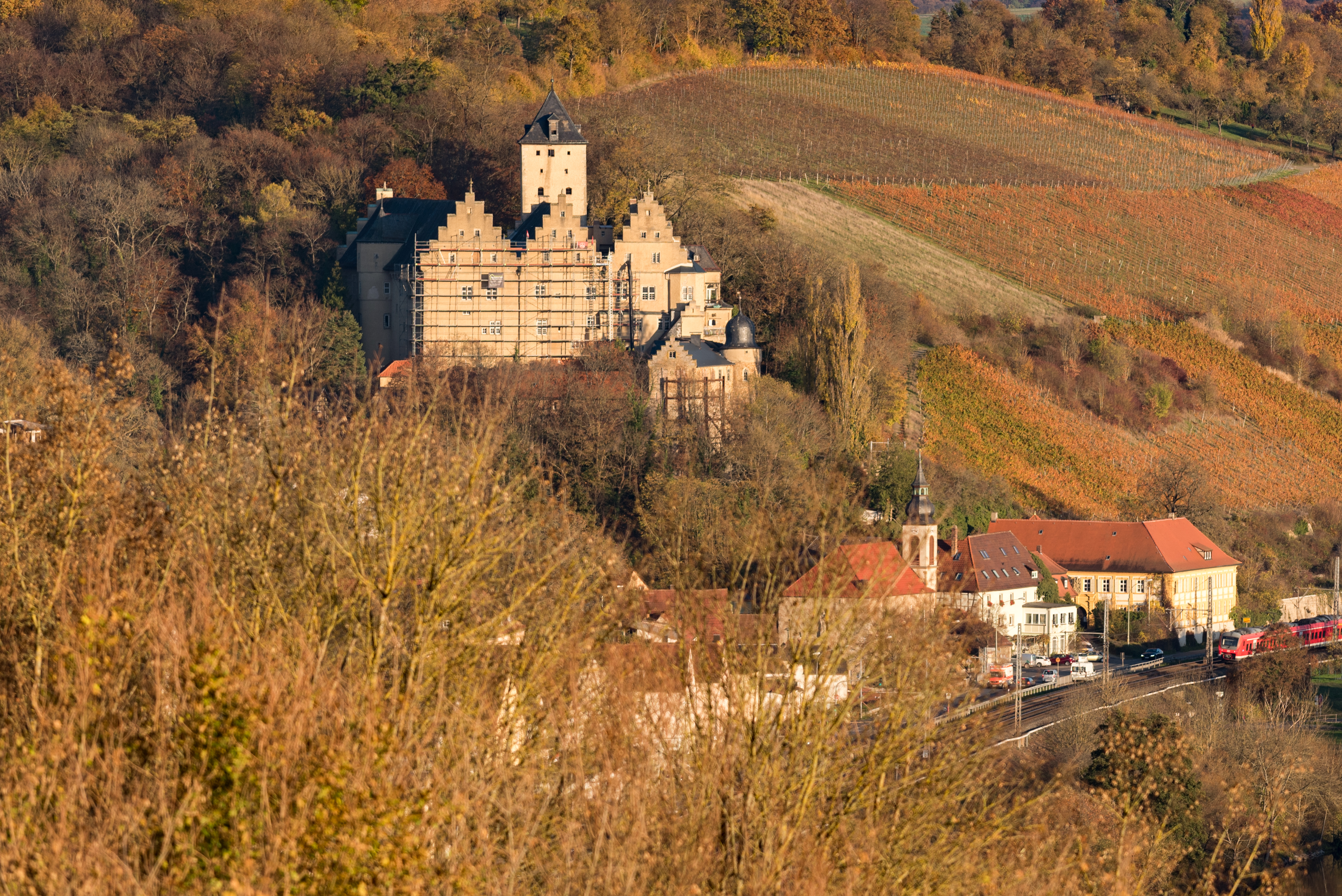
Schloss Mainberg mit Weinberg
im Herbst 2020

Weil sich mit dem Main der Weinberg,

Mit dem Weinberg schmückt der Main,

Darum heißt die Stelle Mainberg,

Schönster Berg- und Stromverein.

## Persönlichkeiten

### In Mainberg wurden geboren

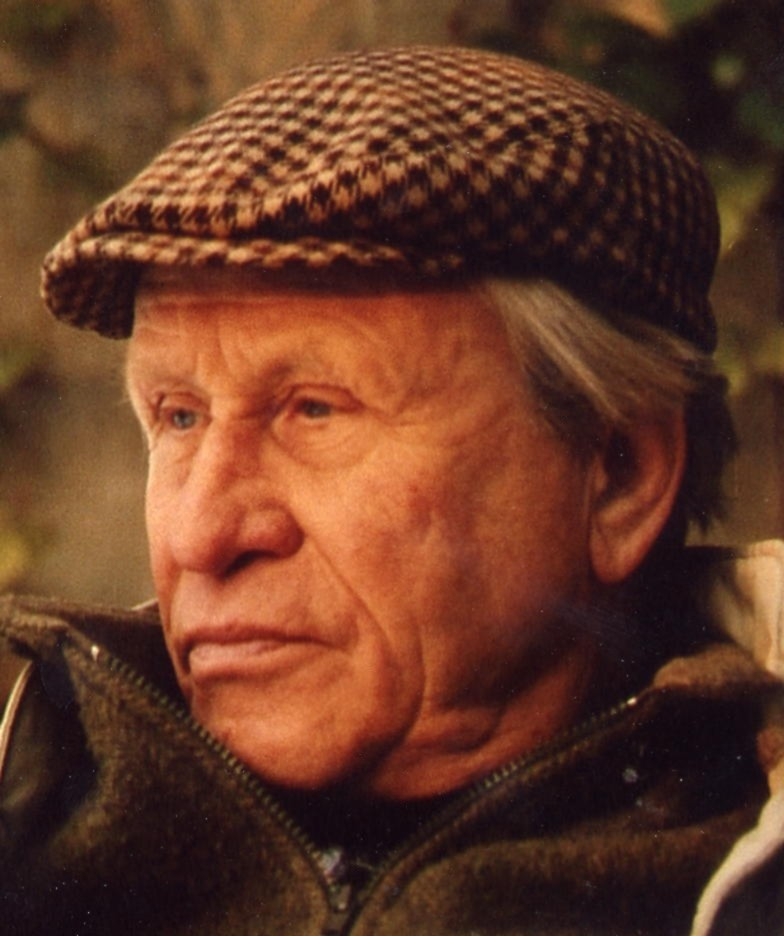
Eberhard Müller-Elmau, ca. 1980

- Christoph Franz von Hutten (1725–1729), Fürstbischof von Würzburg
- Eberhard Müller-Elmau (1905–1995), Regisseur und Schauspieler
- Ernst Wilhelm Sachs (1929–1977), Industrieller
- Gunter Sachs (1932–2011), Millionenerbe, Playboy

### Auf Schloss Mainberg wohnten bzw. wirkten
- Margarete Gräfin von Henneberg, geb. Herzogin von Braunschweig-Lüneburg (1450–1509)
- Wilhelm Sattler (1784–1859), Unternehmer und Kunstsammler
- Johannes Müller (Theologe, 1864) (1864–1949), freireligiöser Theologe
- Ernst Sachs (1867–1932), Erfinder, Industrieller
- Willy Sachs (1896–1958), Industrieller
- Wilhelm Heger (1904–nach 1974), Unternehmer